# سپانتسی
سپانتسی (به بلغاری: Spantsi) یک منطقهٔ مسکونی در بلغارستان است که در شهرستان گابروو واقع شده‌است.